# 吉川英治文庫
吉川英治文庫（よしかわえいじぶんこ）は、1975年より講談社で出版した〈講談社文庫〉版の吉川英治作品シリーズである。全161巻。
本シリーズは、事実上の処女作『親鸞記』、従軍戦記『南方戦記』等を除く大部分の作品と、一部の書簡、講演録等が収められている。1990年に吉川英治歴史時代文庫が発刊されると同時に絶版になった。
吉川英治歴史時代文庫に収められなかった作品のうちの数冊が、装丁を変え東京都青梅市にある「吉川英治記念館」で限定販売されていた。また歴史時代文庫では割愛されてしまった挿画が、一部の書目では収録されているのも特徴である。

## 書誌情報
シリーズ番号、タイトル、巻数、出版年（月）、ISBN、※は「吉川英治歴史時代文庫」にはない作品を示す。
1. 『剣難女難』講談社〈吉川英治文庫 1〉、1975年。ISBN 4-06-142001-1。
2. 『坂東侠客陣』講談社〈吉川英治文庫 2〉、1977年3月。ISBN 4-06-142002-X。※
3. 『神変麝香猫』 1巻、講談社〈吉川英治文庫 3〉、1975年。ISBN 4-06-142003-8。※
4. 『神変麝香猫』 2巻、講談社〈吉川英治文庫 4〉、1975年。ISBN 4-06-142004-6。※
5. 『鳴門秘帖』 1巻、講談社〈吉川英治文庫 5〉、1975年。ISBN 4-06-142005-4。
6. 『鳴門秘帖』 2巻、講談社〈吉川英治文庫 6〉、1975年。ISBN 4-06-142006-2。
7. 『鳴門秘帖』 3巻、講談社〈吉川英治文庫 7〉、1975年。ISBN 4-06-142007-0。
8. 『万花地獄』 1巻、講談社〈吉川英治文庫 8〉、1976年。ISBN 4-06-142008-9。※
9. 『万花地獄』 2巻、講談社〈吉川英治文庫 9〉、1976年。ISBN 4-06-142009-7。※
10. 『江戸三国志』 1巻、講談社〈吉川英治文庫 10〉、1975年。ISBN 4-06-142010-0。
11. 『江戸三国志』 2巻、講談社〈吉川英治文庫 11〉、1975年。ISBN 4-06-142011-9。
12. 『江戸三国志』 3巻、講談社〈吉川英治文庫 12〉、1975年。ISBN 4-06-142012-7。
13. 『女来也』講談社〈吉川英治文庫 13〉、1976年。ISBN 4-06-142013-5。※
14. 『貝殻一平』 1巻、講談社〈吉川英治文庫 14〉、1977年1月。ISBN 4-06-142014-3。※
15. 『貝殻一平』 2巻、講談社〈吉川英治文庫 15〉、1977年1月。ISBN 4-06-142015-1。※
16. 『処女爪占師』講談社〈吉川英治文庫 16〉、1977年2月。ISBN 4-06-142016-X。※
17. 『恋ぐるま』 1巻、講談社〈吉川英治文庫 17〉、1977年4月。ISBN 4-06-142017-8。※
18. 『恋ぐるま』 2巻、講談社〈吉川英治文庫 18〉、1977年4月。ISBN 4-06-142018-6。※
19. 『金忠輔・一領具足組』講談社〈吉川英治文庫 19〉、1976年。ISBN 4-06-142019-4。※
20. 『さけぶ雷鳥』講談社〈吉川英治文庫 20〉、1976年。ISBN 4-06-142020-8。※
21. 『江戸城心中』講談社〈吉川英治文庫 21〉、1975年。ISBN 4-06-142021-6。※
22. 『かんかん虫は唄う』講談社〈吉川英治文庫 22〉、1975年。ISBN 4-06-142022-4。
23. 『牢獄の花嫁』講談社〈吉川英治文庫 23〉、1975年。ISBN 4-06-142023-2。
24. 『春秋編笠ぶし・菊一文字』講談社〈吉川英治文庫 24〉、1976年。ISBN 4-06-142024-0。※
25. 『檜山兄弟』 1巻、講談社〈吉川英治文庫 25〉、1976年。ISBN 4-06-142025-9。※
26. 『檜山兄弟』 2巻、講談社〈吉川英治文庫 26〉、1976年。ISBN 4-06-142026-7。※
27. 『檜山兄弟』 3巻、講談社〈吉川英治文庫 27〉、1976年。ISBN 4-06-142027-5。※
28. 『隠密七生記』講談社〈吉川英治文庫 28〉、1976年。ISBN 4-06-142028-3。※
29. 『紅騎兵』 1巻、講談社〈吉川英治文庫 29〉、1977年3月。ISBN 4-06-142029-1。※
30. 『紅騎兵』 2巻、講談社〈吉川英治文庫 30〉、1977年3月。ISBN 4-06-142030-5。※
31. 『燃える富士』講談社〈吉川英治文庫 31〉、1975年。ISBN 4-06-142031-3。※
32. 『お千代傘』講談社〈吉川英治文庫 32〉、1976年。ISBN 4-06-142032-1。※
33. 『あるぷす大将』講談社〈吉川英治文庫 33〉、1975年。ISBN 4-06-142033-X。※
34. 『女人曼陀羅』 1巻、講談社〈吉川英治文庫 34〉、1977年2月。ISBN 4-06-142034-8。※
35. 『女人曼陀羅』 2巻、講談社〈吉川英治文庫 35〉、1977年2月。ISBN 4-06-142035-6。※
36. 『恋山彦』講談社〈吉川英治文庫 36〉、1976年。ISBN 4-06-142036-4。※
37. 『修羅時鳥』講談社〈吉川英治文庫 37〉、1976年。ISBN 4-06-142037-2。※
38. 『きつね雨・彩情記』講談社〈吉川英治文庫 38〉、1977年4月。ISBN 4-06-142038-0。※
39. 『松のや露八』講談社〈吉川英治文庫 39〉、1976年。ISBN 4-06-142039-9。
40. 『虚無僧系図』講談社〈吉川英治文庫 40〉、1976年。ISBN 4-06-142040-2。※
41. 『新編忠臣蔵』 1巻、講談社〈吉川英治文庫 41〉、1975年。ISBN 4-06-142041-0。
42. 『新編忠臣蔵』 2巻、講談社〈吉川英治文庫 42〉、1975年。ISBN 4-06-142042-9。
43. 『青空士官・夜の司令官』講談社〈吉川英治文庫 43〉、1976年。ISBN 4-06-142043-7。※
44. 『親鸞』 1巻、講談社〈吉川英治文庫 44〉、1975年。ISBN 4-06-142044-5。
45. 『親鸞』 2巻、講談社〈吉川英治文庫 45〉、1975年。ISBN 4-06-142045-3。
46. 『親鸞』 3巻、講談社〈吉川英治文庫 46〉、1975年。ISBN 4-06-142046-1。
47. 『遊戯菩薩・飢えたる彰義隊』講談社〈吉川英治文庫 47〉、1977年5月。ISBN 4-06-142047-X。※
48. 『宮本武蔵』 1巻、講談社〈吉川英治文庫 48〉、1975年。ISBN 4-06-142048-8。
49. 『宮本武蔵』 2巻、講談社〈吉川英治文庫 49〉、1975年。ISBN 4-06-142049-6。
50. 『宮本武蔵』 3巻、講談社〈吉川英治文庫 50〉、1975年。ISBN 4-06-142050-X。
51. 『宮本武蔵』 4巻、講談社〈吉川英治文庫 51〉、1975年。ISBN 4-06-142051-8。
52. 『宮本武蔵』 5巻、講談社〈吉川英治文庫 52〉、1975年。ISBN 4-06-142052-6。
53. 『宮本武蔵』 6巻、講談社〈吉川英治文庫 53〉、1975年。ISBN 4-06-142053-4。
54. 『宮本武蔵』 7巻、講談社〈吉川英治文庫 54〉、1975年。ISBN 4-06-142054-2。
55. 『宮本武蔵』 8巻、講談社〈吉川英治文庫 55〉、1975年。ISBN 4-06-142055-0。
56. 『自雷也小僧』 1巻、講談社〈吉川英治文庫 56〉、1976年。ISBN 4-06-142056-9。※
57. 『自雷也小僧』 2巻、講談社〈吉川英治文庫 57〉、1976年。ISBN 4-06-142057-7。※
58. 『無明有明』 1巻、講談社〈吉川英治文庫 58〉、1976年。ISBN 4-06-142058-5。※
59. 『無明有明』 2巻、講談社〈吉川英治文庫 59〉、1976年。ISBN 4-06-142059-3。※
60. 『善魔鬘』 1巻、講談社〈吉川英治文庫 60〉、1976年。ISBN 4-06-142060-7。※
61. 『善魔鬘』 2巻、講談社〈吉川英治文庫 61〉、1976年。ISBN 4-06-142061-5。※
62. 『愛獄の父母』講談社〈吉川英治文庫 62〉、1976年。ISBN 4-06-142062-3。※
63. 『魔粧仏身』講談社〈吉川英治文庫 63〉、1976年。ISBN 4-06-142063-1。※
64. 『悲願三代塔』講談社〈吉川英治文庫 64〉、1976年。ISBN 4-06-142064-X。※
65. 『江戸長恨歌』講談社〈吉川英治文庫 65〉、1977年3月。ISBN 4-06-142065-8。※
66. 『新書太閤記』 1巻、講談社〈吉川英治文庫 66〉、1975年。ISBN 4-06-142066-6。
67. 『新書太閤記』 2巻、講談社〈吉川英治文庫 67〉、1975年。ISBN 4-06-142067-4。
68. 『新書太閤記』 3巻、講談社〈吉川英治文庫 68〉、1975年。ISBN 4-06-142068-2。
69. 『新書太閤記』 4巻、講談社〈吉川英治文庫 69〉、1975年。ISBN 4-06-142069-0。
70. 『新書太閤記』 5巻、講談社〈吉川英治文庫 70〉、1975年。ISBN 4-06-142070-4。
71. 『新書太閤記』 6巻、講談社〈吉川英治文庫 71〉、1975年。ISBN 4-06-142071-2。
72. 『新書太閤記』 7巻、講談社〈吉川英治文庫 72〉、1976年。ISBN 4-06-142072-0。
73. 『新書太閤記』 8巻、講談社〈吉川英治文庫 73〉、1976年。ISBN 4-06-142073-9。
74. 『新書太閤記』 9巻、講談社〈吉川英治文庫 74〉、1976年。ISBN 4-06-142074-7。
75. 『新書太閤記』 10巻、講談社〈吉川英治文庫 75〉、1976年。ISBN 4-06-142075-5。
76. 『新書太閤記』 11巻、講談社〈吉川英治文庫 76〉、1976年。ISBN 4-06-142076-3。
77. 『新版天下茶屋』講談社〈吉川英治文庫 77〉、1977年5月。ISBN 4-06-142077-1。※
78. 『三国志』 1巻、講談社〈吉川英治文庫 78〉、1975年。ISBN 4-06-142078-X。
79. 『三国志』 2巻、講談社〈吉川英治文庫 79〉、1975年。ISBN 4-06-142079-8。
80. 『三国志』 3巻、講談社〈吉川英治文庫 80〉、1975年。ISBN 4-06-142080-1。
81. 『三国志』 4巻、講談社〈吉川英治文庫 81〉、1975年。ISBN 4-06-142081-X。
82. 『三国志』 5巻、講談社〈吉川英治文庫 82〉、1975年。ISBN 4-06-142082-8。
83. 『三国志』 6巻、講談社〈吉川英治文庫 83〉、1975年。ISBN 4-06-142083-6。
84. 『三国志』 7巻、講談社〈吉川英治文庫 84〉、1975年。ISBN 4-06-142084-4。
85. 『三国志』 8巻、講談社〈吉川英治文庫 85〉、1975年。ISBN 4-06-142085-2。
86. 『源頼朝』 1巻、講談社〈吉川英治文庫 86〉、1975年。ISBN 4-06-142086-0。
87. 『源頼朝』 2巻、講談社〈吉川英治文庫 87〉、1975年。ISBN 4-06-142087-9。
88. 『剣の四君子・日本名婦伝』講談社〈吉川英治文庫 88〉、1977年4月。ISBN 4-06-142088-7。※ （収録作品　柳生石舟斎／林崎甚助／高橋泥舟／小野忠明／大楠公夫人／太閤夫人／谷干城夫人／小野寺十内の妻／細川ガラシヤ夫人／静御前）
89. 『梅里先生行状記』講談社〈吉川英治文庫 89〉、1975年。ISBN 4-06-142089-5。
90. 『上杉謙信』講談社〈吉川英治文庫 90〉、1975年。ISBN 4-06-142090-9。
91. 『黒田如水』講談社〈吉川英治文庫 91〉、1976年。ISBN 4-06-142091-7。
92. 『大岡越前』講談社〈吉川英治文庫 92〉、1975年。ISBN 4-06-142092-5。
93. 『高山右近』 1巻、講談社〈吉川英治文庫 93〉、1975年。ISBN 4-06-142093-3。※
94. 『高山右近』 2巻、講談社〈吉川英治文庫 94〉、1975年。ISBN 4-06-142094-1。※
95. 『平の将門』講談社〈吉川英治文庫 95〉、1975年。ISBN 4-06-142095-X。
96. 『新・平家物語』 1巻、講談社〈吉川英治文庫 96〉、1976年。ISBN 4-06-142096-8。
97. 『新・平家物語』 2巻、講談社〈吉川英治文庫 97〉、1976年。ISBN 4-06-142097-6。
98. 『新・平家物語』 3巻、講談社〈吉川英治文庫 98〉、1976年。ISBN 4-06-142098-4。
99. 『新・平家物語』 4巻、講談社〈吉川英治文庫 99〉、1976年。ISBN 4-06-142099-2。
100. 『新・平家物語』 5巻、講談社〈吉川英治文庫 100〉、1976年。ISBN 4-06-142100-X。
101. 『新・平家物語』 6巻、講談社〈吉川英治文庫 101〉、1976年。ISBN 4-06-142101-8。
102. 『新・平家物語』 7巻、講談社〈吉川英治文庫 102〉、1976年。ISBN 4-06-142102-6。
103. 『新・平家物語』 8巻、講談社〈吉川英治文庫 103〉、1976年。ISBN 4-06-142103-4。
104. 『新・平家物語』 9巻、講談社〈吉川英治文庫 104〉、1976年。ISBN 4-06-142104-2。
105. 『新・平家物語』 10巻、講談社〈吉川英治文庫 105〉、1976年。ISBN 4-06-142105-0。
106. 『新・平家物語』 11巻、講談社〈吉川英治文庫 106〉、1976年。ISBN 4-06-142106-9。
107. 『新・平家物語』 12巻、講談社〈吉川英治文庫 107〉、1976年。ISBN 4-06-142107-7。
108. 『新・平家物語』 13巻、講談社〈吉川英治文庫 108〉、1976年。ISBN 4-06-142108-5。
109. 『新・平家物語』 14巻、講談社〈吉川英治文庫 109〉、1976年。ISBN 4-06-142109-3。
110. 『新・平家物語』 15巻、講談社〈吉川英治文庫 110〉、1976年。ISBN 4-06-142110-7。
111. 『新・平家物語』 16巻、講談社〈吉川英治文庫 111〉、1976年。ISBN 4-06-142111-5。
112. 『私本太平記』 1巻、講談社〈吉川英治文庫 112〉、1975年。ISBN 4-06-142112-3。
113. 『私本太平記』 2巻、講談社〈吉川英治文庫 113〉、1975年。ISBN 4-06-142113-1。
114. 『私本太平記』 3巻、講談社〈吉川英治文庫 114〉、1975年。ISBN 4-06-142114-X。
115. 『私本太平記』 4巻、講談社〈吉川英治文庫 115〉、1975年。ISBN 4-06-142115-8。
116. 『私本太平記』 5巻、講談社〈吉川英治文庫 116〉、1975年。ISBN 4-06-142116-6。
117. 『私本太平記』 6巻、講談社〈吉川英治文庫 117〉、1975年。ISBN 4-06-142117-4。
118. 『私本太平記』 7巻、講談社〈吉川英治文庫 118〉、1975年。ISBN 4-06-142118-2。
119. 『私本太平記』 8巻、講談社〈吉川英治文庫 119〉、1975年。ISBN 4-06-142119-0。
120. 『新・水滸伝』 1巻、講談社〈吉川英治文庫 120〉、1975年。ISBN 4-06-142120-4。
121. 『新・水滸伝』 2巻、講談社〈吉川英治文庫 121〉、1975年。ISBN 4-06-142121-2。
122. 『新・水滸伝』 3巻、講談社〈吉川英治文庫 122〉、1975年。ISBN 4-06-142122-0。
123. 『新・水滸伝』 4巻、講談社〈吉川英治文庫 123〉、1975年。ISBN 4-06-142123-9。
124. 『江の島物語（初期作品集）』講談社〈吉川英治文庫 124〉、1977年2月。ISBN 4-06-142124-7。※ （収録作品　江の島物語／でこぼこ花瓶／馬に狐を乗せ物語／金座大秘録／侠艶火焔車／因果針全伝）
125. 『剣侠百花鳥 短編集』 1巻、講談社〈吉川英治文庫 125〉、1976年。ISBN 4-06-142125-5。※ （収録作品　剣侠百花鳥／蜘蛛売り紅太郎／邯鄲片手双紙／増長天王／醤油仏／八寒道中／野槌の百／怪談山茶花講／梅颸の杖）
126. 『治郎吉格子 短編集』 2巻、講談社〈吉川英治文庫 126〉、1976年。ISBN 4-06-142126-3。※（現行の書目とは収録作品が異なる） （収録作品　銀河まつり／どてら役人／勤王田舎噺／治郎吉格子／葉がくれ月／明治秋風吟／函館病院／戦国後家）
127. 『退屈兵学者 短編集』 3巻、講談社〈吉川英治文庫 127〉、1976年。ISBN 4-06-142127-1。※ （収録作品　花街三和尚／無宿人国記／田崎草雲とその子／恩讐三羽雁／筑後川／雲切閻魔帳／退屈兵学者）
128. 『野火の兄弟 短編集』 4巻、講談社〈吉川英治文庫 128〉、1976年。ISBN 4-06-142128-X。※ （収録作品　下頭橋由来／蝎を飼う女たち／玉堂琴士／脚／べんがら炬燵／黄昏の少将辻話／野火の兄弟／慶応の朝）
129. 『篝火の女 短編集』 5巻、講談社〈吉川英治文庫 129〉、1976年。ISBN 4-06-142129-8。※ （収録作品　石を耕す男／みじか夜峠／篝火の女／御鷹／大谷刑部／魚紋／恋易者／牡丹焚火）
130. 『吉野太夫 短編集』 6巻、講談社〈吉川英治文庫 130〉、1976年。ISBN 4-06-142130-1。※ （収録作品　朝顔更紗／鍋島甲斐守／悲願の旗／鬼／吉野太夫／死んだ千鳥／春の雁／旗岡巡査／合戦小屋炉話）
131. 『松風みやげ 短編集』 7巻、講談社〈吉川英治文庫 131〉、1976年。ISBN 4-06-142131-X。※ （収録作品　城乗り一番／濞かみ浪人／松風みやげ／皿山小唄／さむらい行儀／夕顔の門／恋祭／夏火行燈／歩く春風／風雲一寒士）
132. 『柳生月影抄 短編集』 8巻、講談社〈吉川英治文庫 132〉、1976年。ISBN 4-06-142132-8。※（現行の書目とは収録作品が異なる） （収録作品　山浦清麿／東雄ざくら／柳生月影抄／茶漬三略／悲母観音／人間山水図巻／袴だれ保輔）
133. 『戯曲 新・平家物語』講談社〈吉川英治文庫 133〉、1977年5月。ISBN 4-06-142133-6。※ （収録作品　戯曲 新･平家物語／あづち･わらんべ／めくら笛／ナンキン墓の夢／春雨郵便）
134. 『忘れ残りの記』講談社〈吉川英治文庫 134〉、1975年。ISBN 4-06-142134-4。
135. 『随筆 宮本武蔵』講談社〈吉川英治文庫 135〉、1977年1月。ISBN 4-06-142135-2。
136. 『随筆 新平家』講談社〈吉川英治文庫 136〉、1976年。ISBN 4-06-142136-0。
137. 『随筆 私本太平記』講談社〈吉川英治文庫 137〉、1977年6月。ISBN 4-06-142137-9。（「折々の記」以後の随筆を併収）
138. 『折々の記』講談社〈吉川英治文庫 138〉、1977年6月。ISBN 4-06-142138-7。※
139. 『川柳・詩歌集』講談社〈吉川英治文庫 139〉、1977年8月。ISBN 4-06-142139-5。※ （収録作品　川柳・俳句／詩歌／川柳随筆／文芸論）
140. 『書簡集』講談社〈吉川英治文庫 140〉、1977年8月。ISBN 4-06-142140-9。※
141. 『神州天馬侠』 1巻、講談社〈吉川英治文庫 141〉、1975年。ISBN 4-06-142141-7。
142. 『神州天馬侠』 2巻、講談社〈吉川英治文庫 142〉、1975年。ISBN 4-06-142142-5。
143. 『神州天馬侠』 3巻、講談社〈吉川英治文庫 143〉、1975年。ISBN 4-06-142143-3。
144. 『ひよどり草紙』講談社〈吉川英治文庫 144〉、1976年。ISBN 4-06-142144-1。※
145. 『龍虎八天狗』 1巻、講談社〈吉川英治文庫 145〉、1976年。ISBN 4-06-142145-X。※
146. 『龍虎八天狗』 2巻、講談社〈吉川英治文庫 146〉、1976年。ISBN 4-06-142146-8。※
147. 『月笛日笛』 1巻、講談社〈吉川英治文庫 147〉、1977年5月。ISBN 4-06-142147-6。※
148. 『月笛日笛』 2巻、講談社〈吉川英治文庫 148〉、1977年5月。ISBN 4-06-142148-4。※
149. 『魔海の音楽師・風神門』講談社〈吉川英治文庫 149〉、1977年4月。ISBN 4-06-142149-2。※
150. 『胡蝶陣』講談社〈吉川英治文庫 150〉、1977年2月。ISBN 4-06-142150-6。※
151. 『左近右近』講談社〈吉川英治文庫 151〉、1976年。ISBN 4-06-142151-4。※
152. 『朝顔夕顔』講談社〈吉川英治文庫 152〉、1977年3月。ISBN 4-06-142152-2。※
153. 『やまどり文庫・母恋鳥』講談社〈吉川英治文庫 153〉、1977年6月。ISBN 4-06-142153-0。※
154. 『天兵童子』 1巻、講談社〈吉川英治文庫 154〉、1977年1月。ISBN 4-06-142154-9。※
155. 『天兵童子』 2巻、講談社〈吉川英治文庫 155〉、1977年1月。ISBN 4-06-142155-7。※
156. 『讃母祭』 1巻、講談社〈吉川英治文庫 156〉、1977年7月。ISBN 4-06-142156-5。※
157. 『讃母祭』 2巻、講談社〈吉川英治文庫 157〉、1977年7月。ISBN 4-06-142157-3。※
158. 『井伊大老』講談社〈吉川英治文庫 158〉、1977年6月。ISBN 4-06-142158-1。※ （収録作品　井伊大老／桜田拾遺）
159. 『剣魔侠菩薩（続・初期作品集）』講談社〈吉川英治文庫 159〉、1977年7月。ISBN 4-06-142159-X。※  （収録作品　剣魔侠菩薩／虚無僧寺夜話／宝暦日蝕変／鉄砲巴／めぐりぞ逢わん物語）
160. 『草思堂随筆・窓辺雑草』講談社〈吉川英治文庫 160〉、1977年7月。ISBN 4-06-142160-3。※
161. 『書斎雑感（講演集）』講談社〈吉川英治文庫 161〉、1977年8月。ISBN 4-06-142161-1。※